# Alex Olmedo
Alejandro „Alex“ Olmedo Rodríguez (24. března 1936 Arequipa – 9. prosince 2020) byl peruánský tenista, který reprezentoval Spojené státy americké. Vrcholným v jeho kariéře byl rok 1959, kdy vyhrál grandslamový tenisový turnaj Wimbledon a Australian Open. Na US Open se probojoval do finále a dosáhl na druhé místo, které bylo jeho nejvyšším postem ve světovém amatérském žebříčku. V roce 1958 se stal vítězem mužské dvouhry na US Open (spolu s Hamem Richardsonem) a s týmem Spojených států vyhrál Davis Cup. Spojené státy americké tehdy reprezentoval přesto, že dosud neměl americké občanství. Umožněno mu to bylo proto, že ve Spojených státech amerických žil déle než pět let a Peru nemělo vlastní daviscupový tým. Roku 1987 byl uveden do Mezinárodní tenisové síně slávy.